# La Creu (les Valls d'Aguilar)
La Creu és una muntanya de 1.655 metres que es troba al municipi de les Valls d'Aguilar, a la comarca de l'Alt Urgell.